# Banasavalli, Belur
Banasavalli là một làng thuộc tehsil Belur, huyện Hassan, bang Karnataka, Ấn Độ.